# Stefan Kaegi
Stefan Kaegi (1972) és un director de teatre alemany.
Va créixer a Suïssa, va estudiar filosofia a Basilea, art a Zúric i Estudis Aplicats de Teatre a Gießen.
L'any 2000 va fundar la companyia de teatre Rimini Protokoll junt amb Helgard Haug i Daniel Wetzel.Els tres es van conèixer mentre assistien a l'Institut d'Estudis Teatrals Aplicats a la Universitat de Giessen, Hesse, Alemanya. Són un equip d'autors, directors i dissenyadors de so, escenari i vídeos, que treballen junts des de 1999
Ha col·laborat en diferents projectes amb l'escriptora i directora teatral argentina Lola Arias, entre ells Ciudades paralelas centrat en intervencions urbanes.Chácara Paraíso, amb policies brasilers, i a Airport Kids, amb nens nòmades d'entre set i tretze anys.
Kaegi també exerceix com a comissari en exposicions, imparteix conferències, fa intervencions a l'espai urbà i participa en festivals.

## Rimini Protokoll
Com a Rimini Protokoll creen obres de teatre, intervencions, instal·lacions escèniques i obres de ràdio. Moltes de les seves obres es caracteritzen per la interactivitat i l'ús lúdic de la tecnologia.
Han estat convidats tres vegades al Berliner Theatertreffen, el festival més important d'Alemanya amb les 10 millors actuacions d'Àustria, Suïssa i Alemanya. Des del 2003, els seus projectes també es desenvolupen en el marc de grans teatres nacionals com el Burgtheater de Viena o el Schauspielhaus de Zuric, així com festivals internacionals. HAn rebut nombrosos premis internacionals.

## Premis i distincions
- 2005. Premi del jurat del Festival Politik im freien Theater per "Mnemopark"[2]
- 2007. Premi de Teatre Faust[2]
- 2008. Premi Europeu "New Realities in Theatre"[1]
- 2010 el premi Routes Award a la diversitat cultural de la Fundació Europea de Cultura.[1]
- 2011. Lleó de Plata a la Biennal de Teatre de Venècia[2]
- 2013. Premi "Excellence" del Festival d'Art del Japó per la instal·lació teatral multijugador "Situation Rooms" sobre el comerç mundial d'armes.[2]
- 2015. Gran Premi de Teatre de l'Oficina Federal de Cultura de Suïssa.[2]
- 2018. Gran Premi del Jurat al Festival Bitef de Belgrad amb "Nachlass"[2]
- 2018. Premi Ubu" a la millor actuació estrangera a Itàlia.[2]